# العلاقات السنغالية الغابونية
العلاقات السنغالية الغابونية هي العلاقات الثنائية التي تجمع بين السنغال والغابون.

## مقارنة بين البلدين
هذه مقارنة عامة ومرجعية للدولتين:
| وجه المقارنة                                              | السنغال                                              | الغابون                        |
| --------------------------------------------------------- | ---------------------------------------------------- | ------------------------------ |
| المساحة (كم2)                                             | 196.72 ألف                                           | 267.67 ألف                     |
| عدد السكان (نسمة)                                         | 15.85 مليون                                          | 2.03 مليون                     |
| الكثافة السكانية (ن./كم²)                                 | 80.57                                                | 7.58                           |
| العاصمة                                                   | داكار                                                | ليبرفيل                        |
| اللغة الرسمية                                             | لغة فرنسية، اللغة الولوفية، باديارا ‏، اللغة البلنتية | لغة فرنسية                     |
| العملة                                                    | فرنك غرب أفريقي                                      | فرنك وسط أفريقي                |
| الناتج المحلي الإجمالي (بليون دولار)                      | 16.37 مليار                                          | 14.62 مليار                    |
| الناتج المحلي الإجمالي (تعادل القوة الشرائية) بليون دولار | 36.62 مليار                                          | 34.65 مليار                    |
| الناتج المحلي الإجمالي الاسمي للفرد دولار أمريكي          | 899                                                  | 8.27 ألف                       |
| الناتج المحلي الإجمالي للفرد دولار أمريكي                 | 2.33 ألف                                             | 19.43 ألف                      |
| مؤشر التنمية البشرية                                      | 0.466                                                | 0.684                          |
| رمز المكالمات الدولي                                      | +221                                                 | +241                           |
| رمز الإنترنت                                              | .sn                                                  | .ga                            |
| المنطقة الزمنية                                           | 00                                                   | ت ع م+01:00، توقيت غرب أفريقيا |

## منظمات دولية مشتركة
يشترك البلدان في عضوية مجموعة من المنظمات الدولية، منها:
| علم المنظمة | اسم المنظمة                                 | تاريخ انضمام السنغال | تاريخ انضمام الغابون |
| ----------- | ------------------------------------------- | -------------------- | -------------------- |
|             | منظمة التجارة العالمية                      | ?                    | ?                    |
|             | الاتحاد الأفريقي                            | ?                    | ?                    |
|             | الاتحاد البريدي العالمي                     | ?                    | ?                    |
|             | مجموعة دول أفريقيا والكاريبي والمحيط الهادئ | ?                    | ?                    |
|             | يونسكو                                      | 10 نوفمبر 1960       | 16 نوفمبر 1960       |
|             | الفريق المعني برصد الأرض                    | ?                    | ?                    |
|             | مؤسسة التمويل الدولية                       | 31 أغسطس 1962        | 20 أكتوبر 1970       |
|             | منظمة التعاون الإسلامي                      | ?                    | ?                    |
|             | المركز الدولي لتسوية المنازعات الاستشارية   | 21 مايو 1967         | 14 أكتوبر 1966       |
|             | أحدى                                        | ?                    | ?                    |
|             | منظمة حظر الأسلحة الكيميائية                | ?                    | ?                    |
|             | مؤسسة التنمية الدولية                       | 31 أغسطس 1962        | 4 نوفمبر 1963        |
|             | وكالة ضمان الاستثمار متعدد الأطراف          | 12 أبريل 1988        | 26 مارس 2003         |
|             | الاتحاد الدولي للاتصالات                    | 15 نوفمبر 1960       | 28 ديسمبر 1960       |
|             | منظمة الشرطة الجنائية الدولية               | ?                    | ?                    |
|             | الأمم المتحدة                               | 28 سبتمبر 1960       | 20 سبتمبر 1960       |
|             | البنك الدولي للإنشاء والتعمير               | 31 أغسطس 1962        | 10 سبتمبر 1963       |
|             | أفريستات ‏                                   | 21 سبتمبر 1993       | 21 سبتمبر 1993       |
|             | البنك الإفريقي للتنمية                      | ?                    | ?                    |

## وصلات خارجية
- موقع وزارة الخارجية السنغالية